# كلية العلوم الطبية التطبيقية (جامعة الملك سعود)
كلية العلوم الطبية التطبيقية بجامعة الملك سعود هي إحدى كليات جامعة الملك سعود في مدينة الرياض. أنشئت كلية العلوم الطبية التطبيقية في عام 1394هـ الموافق لعام 1974.

## المرحلة الجامعية
تحتوي على العديد من التخصصات الطبية
```
التخصصية لمرحلة البكالريوس
```

## الدراسات العليا
بعض أقسام الكلية افتتحت برنامج للدراسات العليا (مرحلة الماجستير) والكلية ماضية إلى تأسيس برامج الدراسات العليا للأقسام الأكاديمية بها.

## محتوياتها
حظيت كلية العلوم الطبية التطبيقية بنصيب وافر من التسهيلات الأكاديمية في مباني الجامعة.بالإضافة إلى الكثير من قاعات الاجتماعات والصالات والقاعات، كما تضم الكلية مدرجا مجهزاً بكافة الوسائل السمعية والبصرية يتسع لمائة وخمسين شخصاً، أما المعامل التدريسية والمختبرات البحثية فلدى الكلية منها ما يزيد عن مائة وأربعين معملا ومختبرا مزودة بكافة التجهيزات وتمديدات الماء والغاز، ويعمل المسؤولون في الكلية بشكل مستمر على تطوير هذه المعامل والمختبرات وتوفير أحدث الأجهزة والمعدات، لها لجعلها قادرة على تلبية احتياجات الطلاب وأعضاء هيئة التدريس والباحثين على حد سواء وكذلك تضم نخبة من أعضاء هيئة التدريس ذات الكفاءة العالية.

## الأقسام الأكاديمية
تضم الكلية 7 أقسام أكاديمية هي :
- قسم التكنولوجيا الطبية الحيوية.
- قسم البصريات وعلوم الرؤية (دكتور بصريات - اخصائي بصريات).
- قسم علوم التأهيل الصحي ويضم عدة تخصصات وهي (العلاج الطبيعي - علل النطق والسمع - العلاج الوظيفي - العلاج التنفسي).
- قسم علوم الأشعة.
- قسم صحة الأسنان ويضم تخصصي (تكنولوجيا الأسنان - ورعاية الفم والأسنان ).
- قسم علوم صحة المجتمع ويضم تخصصي ( تغذية اكلينيكية - التثقيف الصحي ).
- قسم علوم المختبرات الإكلينيكية.

## إدارة الكلية
- الأستاذ الدكتور بزيد بن عبدالملك آل الشيخ عميد الكلية
- الدكتور عبد العزيز بن عبد الله الخريف وكيل الكلية
- الدكتور محمد بن علي النافع وكيل الكلية للشؤون الأكاديمية